# Lengyel labdarúgó-bajnokság (másodosztály)
Az I liga  a lengyel labdarúgás második legmagasabb osztálya. A bajnokságot 1948-ban alapították, jelenleg tizenhat csapat alkotja. A címvédő jelenleg a Raków Częstochowa együttese.

## Jelenlegi résztvevők
A 2022/23-as szezon csapatai:
| - Arka Gdynia - Chrobry Głogów - GKS Jastrzębie - GKS Katowice - GKS Tychy - Górnik Łęczna - Górnik Polkowice - Korona Kielce - ŁKS Łódź - Bruk-Bet Termalica Nieciecza | - Odra Opole - Podbeskidzie Bielsko-Biała - Puszcza Niepołomice - Resovia - Sandecja Nowy Sącz - Skra Częstochowa - Wisła Kraków - Widzew Łódź - Zagłębie Sosnowiec |

## Eddigi bajnokok
| - 1949 - Górnik Radlin, Garbarnia Krakow - 1950 - Polonia Bytom - 1951 - Lechia Gdańsk - 1952 - Gwardia Warszawa, Budowlani Opole - 1953 - Polonia Bydgoszcz - 1954 - Zagłębie Sosnowiec - 1955 - Budowlani Opole - 1956 - Polonia Bytom - 1957 - Polonia Bydgoszcz, Cracovia - 1958 - Pogoń Szczecin, Górnik Radlin - 1959 - Odra Opole, Zagłębie Sosnowiec - 1960 - Lech Poznań, Stal Mielec - 1961 - Gwardia Warszawa - 1962 - Stal Rzeszów, Pogoń Szczecin - 1963 - Szombierki Bytom - 1964 - Śląsk Wrocław - 1965 - Wisła Kraków - 1966 - Cracovia - 1967 - Gwardia Warszawa - 1968 - Zagłębie Wałbrzych - 1969 - Gwardia Warszawa - 1970 - ROW Rybnik - 1971 - Odra Opole - 1972 - ROW Rybnik - 1973 - Szombierki Bytom - 1974 - Arka Gdynia, GKS Tychy |  | - 1975 - Widzew Łódź, Stal Rzeszów - 1976 - Arka Gdynia, Odra Opole - 1977 - Zawisza Bydgoszcz, Polonia Bytom - 1978 - Gwardia Warszawa, GKS Katowice - 1979 - Zawisza Bydgoszcz, Górnik Zabrze - 1980 - Bałtyk Gdynia, Motor Lublin - 1981 - Pogoń Szczecin, Gwardia Warszawa - 1982 - GKS Katowice, Cracovia - 1983 - Górnik Wałbrzych, Motor Lublin - 1984 - Lechia Gdańsk, Radomiak - 1985 - Zagłębie Lubin, Stal Mielec - 1986 - Olimpia Poznań, Polonia Bytom - 1987 - Szombierki Bytom, Jagiellonia Białystok - 1988 - Ruch Chorzów, Stal Mielec - 1989 - Zagłębie Lubin, Zagłębie Sosnowiec - 1990 - Hutnik Kraków - 1991 - Stal Stalowa Wola - 1992 - Pogoń Szczecin, Siarka Tarnobrzeg - 1992–93 - Warta Poznań, Polonia Warszawa - 1993–94 - Raków Częstochowa, Stomil Olsztyn - 1994–95 - Śląsk Wrocław, GKS Bełchatów - 1995–96 - Odra Wodzisław Śląski, Polonia Warszawa - 1996–97 - Dyskobolia Grodzisk Wielkopolski, Petrochemia Płock - 1997–98 - Ruch Radzionków, GKS Bełchatów - 1998–99 - Dyskobolia Grodzisk Wielkopolski, Petrochemia Płock - 1999–2000 - Śląsk Wrocław |  | - 2000–01 - RKS Radomsko - 2001–02 - Lech Poznań - 2002–03 - Górnik Polkowice - 2003–04 - Pogoń Szczecin - 2004–05 - Korona Kielce - 2005–06 - Widzew Łódź - 2006–07 - Ruch Chorzów - 2007–08 - Lechia Gdańsk - 2008–09 - Widzew Łódź - 2009–10 - Widzew Łódź - 2010–11 - ŁKS Łódź - 2011–12 - Piast Gliwice - 2012–13 - Zawisza Bydgoszcz - 2013–14 - GKS Bełchatów - 2014–15 – Zagłębie Lubin - 2015–16 – Arka Gdynia - 2016–17 – Sandecja Nowy Sącz - 2017–18 – Miedź Legnica - 2018–19 – Raków Częstochowa - 2019–20 – Stal Mielec - 2020–21 – Radomiak - 2021–22 – Miedź Legnica |